# Ivo Karlović
Ivo Karlović (Zagreb, 28 februari 1979) is een tennisser uit Kroatië. Hij is prof sinds 2000. Hij bereikte voor het eerst de top 100 in 2003 en de top 50 in 2007. Zijn hoogste plaats op de ATP-ranglijst is de 14e, die hij behaalde op 18 augustus 2008.
Karlović is met zijn 2,11 meter de langste tennisser in de top 100 sinds het open tijdperk. Karlović staat vooral bekend om zijn harde opslag en het hoge aantal aces dat hij hiermee slaat. Op 5 maart 2011 sloeg hij met 251 km/u de snelste opslag tot dan toe.
Karlović heeft in zijn carrière vier enkelspeltoernooien en één herendubbelspeltoernooi op zijn naam geschreven. Hij won ook zes challengers en vier futurestoernooien in het enkelspel. Zijn beste resultaat in het enkelspel op een grandslamtoernooi is de kwartfinale op Wimbledon in 2009. In het herendubbelspel haalde hij de halve finale op het Australian Open van 2010.

## Carrière

### Jaarverslagen

#### 2000 - 2001
Karlović werd proftennisser in 2000. Hij speelde in 2000 en 2001 voornamelijk futures- en challengertoernooien. In 2001 nam hij deel aan zijn eerste ATP-toernooi, in Tasjkent, waar hij in de eerste ronde verloor van de Zwitser Marc Rosset. Hij eindigde het jaar met zijn eerste toernooizege op de challenger van Urbana.

#### 2002 - 2003
In 2002 startte Karlović op het ATP-toernooi van Chennai, waar hij zijn eerste overwinning in een ATP-toernooi boekte door in de eerste ronde Byron Black te verslaan. Hij werd in de tweede ronde uitgeschakeld door Guillermo Cañas. Karlović haalde in juni de finale van de challenger van Andorra, die hij verloor van de Belg Dick Norman. In diezelfde maand nam hij ook deel aan het ATP-toernooi van Londen, waar hij in de eerste ronde werd uitgeschakeld.
In 2003 maakte Karlović zijn grandslamdebuut op Wimbledon, waar hij meteen de derde ronde bereikte en in de eerste ronde voor een grote verrassing zorgde door titelverdediger Lleyton Hewitt te verslaan. Hewitt werd zo de eerste mannelijke titelverdediger op Wimbledon die in het open tijdperk in de eerste ronde uit het toernooi ging. In de derde ronde was Maks Mirni te sterk voor Karlović. Tijdens de zomer zette Karlović zijn goede vorm door met winst op de challengers van Binghamton en de Bronx. Op de US Open bereikte hij, net zoals op Wimbledon, de derde ronde. In het najaar haalde hij nog de kwartfinale op het ATP-toernooi van Shanghai. Karlović eindigde het jaar voor het eerst binnen de top honderd, op plaats 74.

#### 2004 - 2006
Op de Australian Open van 2004 verloor Karlović in de tweede ronde van Mardy Fish. Daarna volgende een reeks toernooien waarin hij in de eerste ronde werd uitgeschakeld, tot april, toen hij de challenger in Calabasas won. Op het ATP-toernooi van Londen haalde hij de derde ronde, en op Wimbledon deed hij beter dan in 2003 door de vierde ronde te halen. Tijdens de zomer na hij deel aan de Olympische Zomerspelen in Athene, waar hij de derde ronde van het olympisch tennistoernooi haalde. Hij won van Andrej Pavel en Arnaud Clément, maar verloor van Carlos Moyá. Op de US Open werd hij meteen in de eerste ronde uitgeschakeld door het vijfde reekshoofd Tim Henman. In oktober haalde Karlović nog de kwartfinale op het ATP-toernooi van Sint-Petersburg.
Op de Australian Open van 2005 werd Karlović al in de eerste ronde uitgeschakeld door de Tsjech Bohdan Ulihrach. Ook op Roland Garros moest hij na de eerste ronde al naar huis. De voorbereiding op Wimbledon was voortvarender, met finaleplaatsen op de challenger van Surbiton en op het ATP-toernooi van Londen. Hij verloor de finale in Londen van Andy Roddick. Na afloop zei Roddick dat Karlović' service "wellicht het grootste wapen in tennis is" ("It's probably the biggest weapon in tennis.") Wimbledon daarentegen was een tegenvaller met een vierde uitschakeling in een eerste ronde in een Grand Slam op rij. Tijdens de zomer op de hardcourts van Amerika haalde hij de kwartfinale op het ATP-toernooi van Washington. Op de US Open verloor hij in de tweede ronde van Andre Agassi, de uiteindelijke verliezend finalist. In het najaar haalde hij nog de kwartfinale op het Masterstoernooi van Madrid, met overwinningen op Greg Rusedski en de toenmalige nummer drie van de wereld Andy Roddick. Karlović verloor in de kwartfinale van David Nalbandian.
In 2006 werd Karlović, net als in 2005, op de Australian Open in de eerste ronde uitgeschakeld, ditmaal door het vijfde reekshoofd Nikolaj Davydenko. In het herendubbelspel haalde hij de kwartfinale met zijn partner Jan Hernych. Het duo werd uitgeschakeld door de topreekshoofden, de broers Mike en Bob Bryan. Op het ATP-toernooi van Zagreb in zijn thuisland Kroatië haalde hij de kwartfinale. In Las Vegas in februari haalde hij de halve finale, die hij verloor van James Blake. Op het ATP-toernooi van Memphis won hij zijn eerste herendubbeltitel aan de zijde van de Zuid-Afrikaan Chris Haggard. Op de graveltoernooien van Barcelona en München haalde hij telkens de kwartfinale. In mei nam Karlović deel aan de World Team Cup in Düsseldorf, die hij samen met Ivan Ljubičić en Mario Ančić won. In de finale versloeg het Kroatische team Duitsland met 2-1. Op Roland Garros verloor Karlović in de tweede ronde en op Wimbledon verloor hij net zoals in 2005 in de eerste ronde, na een fel bevochten vijfsetter tegen Stanislas Wawrinka. Ook op de US Open lag hij er na de eerste ronde uit. Hij speelde daarna enkel nog het ATP-toernooi van Peking, waar hij in de tweede ronde moest opgeven.

#### 2007
Begin 2007 haalde Karlović de kwartfinale op het ATP-toernooi van Chennai. Op de Australian Open werd hij voor de derde keer op rij in de eerste ronde uitgeschakeld. In februari bereikte hij zijn tweede ATP-finale op het ATP-toernooi van San José. Hij verloor deze in drie sets van Andy Murray. In april won Karlović zijn eerste ATP-toernooi door in de finale van het ATP-toernooi van Houston de Argentijn Mariano Zabaleta te verslaan. Op Roland Garros werd hij in de tweede ronde uitgeschakeld. De voorbereiding op Wimbledon verliep uitstekend, met een finaleplaats op de challenger van Surbiton, een kwartfinale op het ATP-toernooi van Londen en de tweede toernooiwinst van zijn carrière op het ATP-toernooi van Nottingham, waar hij de finale won van Arnaud Clément. Wimbledon was dan weer een tegenvaller, met een uitschakeling in de eerste ronde. Het was de derde keer op rij dat Karlović in de eerste ronde op Wimbledon verloor in een vijfsetter. Tijdens het hardcourtseizoen in Amerika haalde hij de halve finales van de toernooien in Washington en New Haven. Op de US Open ging hij er in de eerste ronde uit, na verlies tegen Arnaud Clément. Hij eindigde het jaar sterk, met een kwartfinale in Bangkok, een halve finale in Tokio en Bazel en de derde toernooiwinst van zijn carrière en van het jaar in Stockholm. Door zijn sterk jaar en de drie toernooizeges eindigde Karlović het jaar voor het eerst binnen de top vijftig, op plaats 22.

#### 2008
Op de Australian Open was Karlović het 20e reekshoofd en raakte hij voor het eerst sinds drie jaar voorbij de eerste ronde. Hij werd in de derde ronde uitgeschakeld door Michail Joezjny. Op het ATP-toernooi van Rotterdam haalde hij de halve finale. Op Roland Garros was hij ook als 20e geplaatst en werd hij meteen in de eerste ronde geklopt door de Colombiaan Alejandro Falla. Karlović had opnieuw een mooie aanloop naar Wimbledon met een kwartfinale op het ATP-toernooi van Londen. Hij verdedigde ook met succes zijn titel op het ATP-toernooi van Nottingham en won het toernooi voor de tweede maal door in de finale Fernando Verdasco te verslaan. Op Wimbledon was hij als 18e geplaatst, maar werd hij, net zoals de drie vorige jaren, in de eerste ronde gewipt. Karlović verloor verrassend van de veel lager geklasseerde Duitser Simon Stadler. Tijdens het hardcourtseizoen haalde hij de halve finale van het Masterstoernooi van Cincinnati. Hij versloeg daar in de derde ronde de nummer 1 van de wereld, Roger Federer, maar verloor in de halve finale van Andy Murray. Karlović werd in augustus nummer 14 van de wereld, zijn hoogste plaats op de wereldranglijst. Op de US Open, waar hij het 14e reekshoofd was, verloor hij in de derde ronde. In de herfst bereikte hij nog de kwartfinale op het Masterstoernooi van Madrid. Karlović eindigde het jaar op plaats 26.

#### 2009

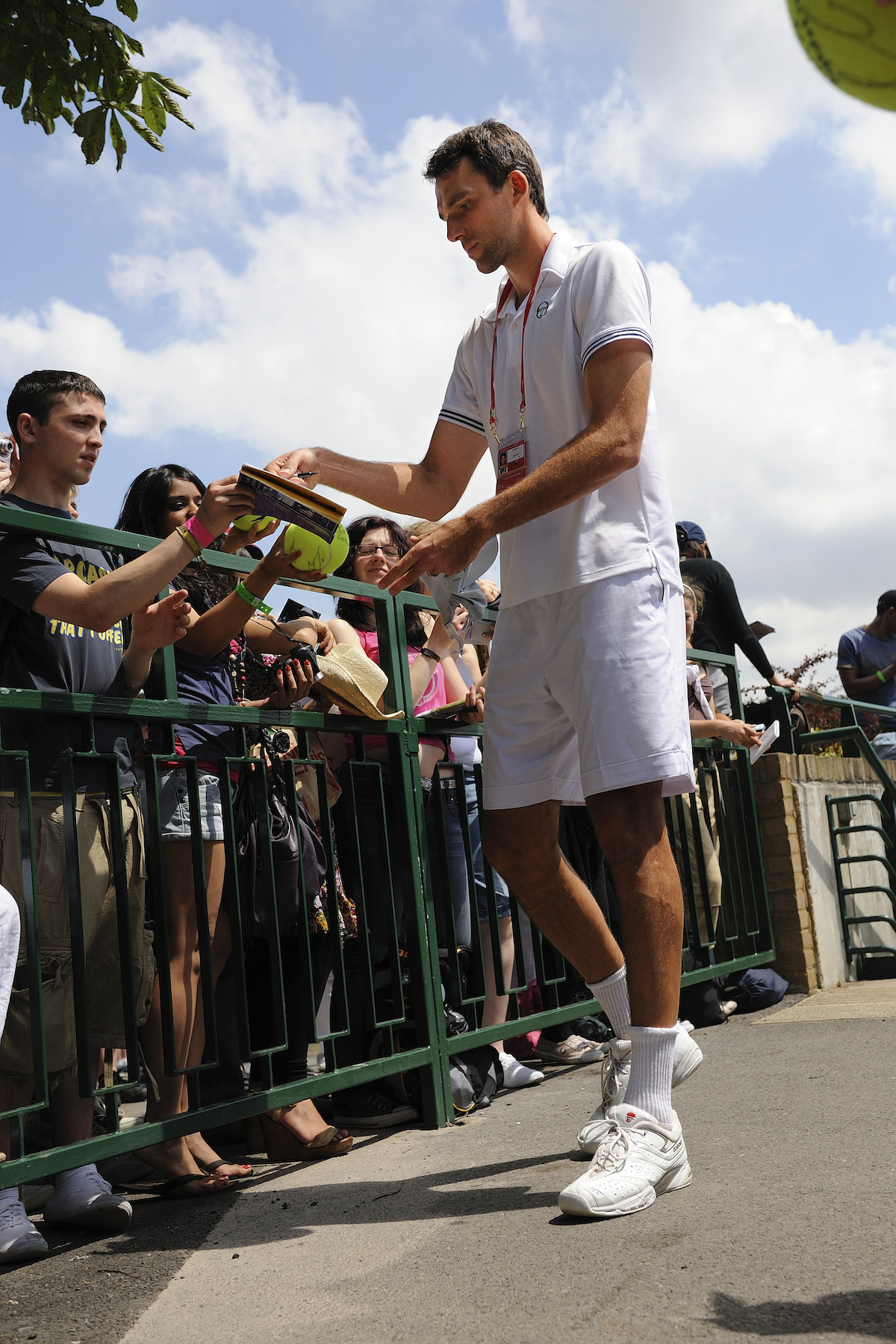
Ivo Karlović op Wimbledon in 2009

Karlović startte 2009 met een kwartfinaleplaats op het ATP-toernooi van Chennai. Hij verloor die verrassend van de veel lager gerangschikte Indiër Somdev Devvarman. Op de Australian Open was hij het 25e reekshoofd en werd hij in de tweede ronde uitgeschakeld door zijn landgenoot Mario Ančić. In het voorjaar haalde hij nog de halve finale van het ATP-toernooi van Belgrado. Op Roland Garros werd hij in de eerste ronde naar huis gestuurd door Lleyton Hewitt. Karlović speelde slechts een toernooi ter voorbereiding op Wimbledon: hij haalde de kwartfinale in Londen, die hij verloor van Andy Roddick. Wimbledon was, na vier exits in de eerste ronde, dit keer wel een succes. Karlović, 22e reekshoofd, haalde zijn eerste kwartfinale op een Grand Slam met winst op onder andere Fernando Verdasco en Jo-Wilfried Tsonga. Hij verloor in drie sets van de uiteindelijke winnaar Roger Federer. Tijdens de zomer haalde hij de kwartfinale in Washington. Op de US Open was hij het 27e reekshoofd en werd hij in de eerste ronde uitgeschakeld door Iván Navarro. In de najaarstoernooien kende Karlović weinig succes: hij werd steeds vroeg uitgeschakeld. Karlović sloot het jaar af op plaats 37.

#### 2010-2011
Karlović startte het jaar sterk met een kwartfinale in Doha en zijn beste prestaties ooit op de Australian Open. In het enkelspel haalde hij er de vierde ronde (verlies tegen Rafael Nadal) en in het dubbelspel de halve finale. In februari bereikte hij de kwartfinales in Zagreb en Memphis en was hij verliezend finalist in Delray Beach. Na de Madrid Masters in mei kwam Karlović niet meer in actie door een voetblessure aan de achillespees en miste hij de drie andere grandslamtoernooien van het jaar. Hierdoor viel hij terug op de ATP-ranglijst en eindigde hij het jaar op plaats 73. Door zijn blessure kreeg hij echter een "protected ranking" op de 44e plaats.
Karlović maakte zijn rentree op de tour op het Doha, waar hij de kwartfinale haalde. Op de Australian Open werd hij in de eerste ronde uitgeschakeld door zijn landgenoot Ivan Dodig. Doordat hij in 2010 nog de kwartfinale had bereikt, verloor Karlović veel rankingpunten en zakte hij voor het eerst sinds 2007 weg uit de top 100. In maart haalde hij de kwartfinale van het Masterstoernooi van Indian Wells en in april de halve finale op het ATP-toernooi van Houston. Op Roland Garros lag hij er in de eerste ronde uit na verlies tegen Juan Martin del Potro en op Wimbledon verloor hij in de tweede ronde. Tijdens de zomermaanden haalde hij niet veel schitterende resultaten. Zijn beste resultaat was de derde ronde op de US Open. In het najaar won Karlović twee challengers: Sacramento en Tiburon. Hij sloot het jaar af op de 56e plaats.

#### 2012
In januari haalde Karlović de derde ronde op de Australian Open en de kwartfinale van het ATP-toernooi van Zagreb. De daaropvolgende maanden presteerde hij minder, met vroege uitschakelingen, zoals een eerste ronde op Roland Garros en een tweede ronde op Wimbledon.

### Davis Cup
Karlović vertegenwoordigde zijn land Kroatië voor het eerst in de Davis Cup in 2000, in de kwartfinale van Groep 2 van de Europees/Afrikaanse Zone tegen Ierland. Karlović speelde voor zijn land in 2000, 2002, 2004, 2005 en vanaf 2008 elk jaar. In totaal speelde hij zeventien enkelpartijen en acht dubbelmatchen, waarvan hij er respectievelijk negen en vier won.

## Records

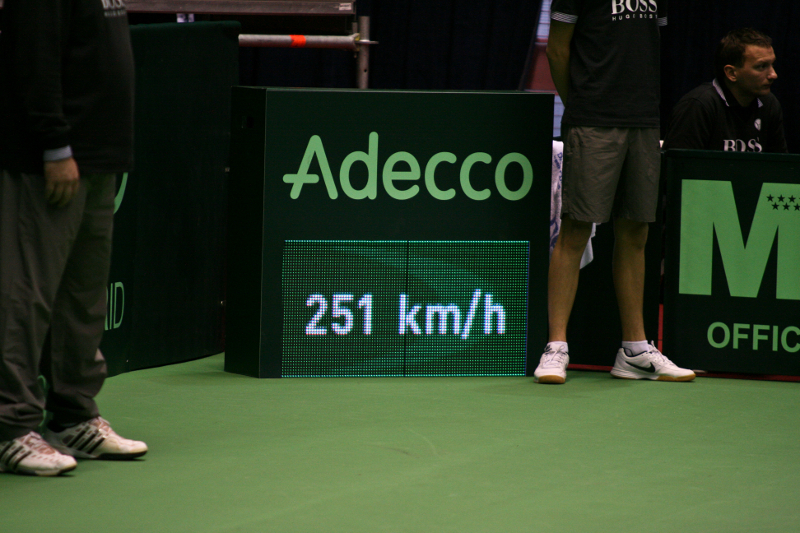
Met 251 km/u sloeg Karlović de snelste service ooit.

- In 2007 werd Karlović de vierde speler ooit die in een seizoen 1000 aces sloeg. Hij eindigde het jaar met 1318 aces en staat daarmee op de tweede plaats, na Goran Ivanišević, die 1477 aces sloeg in 1996.[4]
- Op Roland Garros in 2009 vestigde Karlović een nieuw record: hij sloeg in de partij tegen Lleyton Hewitt 55 aces, tot dat moment het record voor het meeste aantal aces in een partij, Karlović verloor evenwel de partij. Dit record werd tijdens Wimbledon 2010 verbroken door John Isner en Nicolas Mahut in de langste tenniswedstrijd ooit.[5]
- De snelste service van Karlović is 251 km/u (156 mijl/u). Hij sloeg deze tijdens het dubbelspel in de Davis Cupontmoeting tussen Kroatië en Duitsland op 5 maart 2011.[6][7][8] Dit was op dat moment de snelste service ooit. Met deze opslag sloeg hij de Amerikaan Andy Roddick uit de recordboeken, die met 249 km/u (155 mijl/u) het oude record in handen had. De snelste tweede service staat met 232 km/u (144 mijl/u) ook op Karlović' naam. Hij sloeg deze op 3 augustus 2007.[4]
- Karlović sloeg in 2017, op zijn 37e, in de eerste ronde van het Australian Open in een marathonpartij tegen de Argentijn Horacio Zeballos 75 aces (tegen 29 van de Argentijn), een record voor het toernooi in Melbourne. Karlović overtroefde de Zweed Joachim Johansson, die twaalf jaar geleden 51 aces liet noteren in een partij. De vijf uur en veertien minuten durende partij (Karlović won met 6-7, 3-6, 7-5, 6-2 en 22-20) telde 84 games, ook een record voor het Australian Open. In 2003 hadden Andy Roddick en Younes El Aynaoui elkaar en de toeschouwers gedurende 83 games beziggehouden.[9]

## Palmares
| Legenda                       | Legenda               |
| ----------------------------- | --------------------- |
| Grand Slam                    |                       |
| Olympische Spelen             |                       |
| tot 2009                      | vanaf 2009            |
| Tennis Masters Cup            | ATP Finals            |
| ATP Masters Series            | ATP Tour Masters 1000 |
| ATP International Series Gold | ATP Tour 500          |
| ATP International Series      | ATP Tour 250          |

### Enkelspel
| Nr.                  | Datum            | Toernooi           | Ondergrond    | Tegenstander in finale | Score                   |               |
| -------------------- | ---------------- | ------------------ | ------------- | ---------------------- | ----------------------- | ------------- |
| Gewonnen finales     |                  |                    |               |                        |                         |               |
| 1.                   | 9 april 2007     | ATP Houston        | Gravel        | Mariano Zabaleta       | 6-4, 6-1                | details       |
| 2.                   | 18 juni 2007     | ATP Nottingham     | Gras          | Arnaud Clément         | 5-7, 6-4, 7-5           | details       |
| 3.                   | 14 oktober 2007  | ATP Stockholm      | Hardcourt     | Thomas Johansson       | 6-3, 3-6, 6-1           | details       |
| 4.                   | 21 juni 2008     | ATP Nottingham     | Gras          | Fernando Verdasco      | 7-6, 6-7, 7-6           | details       |
| 5.                   | 21 juli 2013     | ATP Bogota         | Hardcourt     | Alejandro Falla        | 6-3, 7-6(4)             | details       |
| 6.                   | 22 februari 2015 | ATP Delray Beach   | Hardcourt     | Donald Young           | 6-3, 6-3                | details       |
| 7.                   | 17 juli 2016     | ATP Newport        | Gras          | Gilles Müller          | 6-7(2), 7-6(5), 7-6(12) | details       |
| 8.                   | 14 augustus 2016 | ATP Cabo San Lucas | Hardcourt     | Feliciano López        | 7-6(5), 6-2             | details       |
| Verloren finales     |                  |                    |               |                        |                         |               |
| 1.                   | 23 juni 2005     | ATP Londen         | Gras          | Andy Roddick           | 6-7(7), 6-7(4)          | details       |
| 2.                   | 18 februari 2007 | ATP San José       | Hardcourt     | Andy Murray            | 7-6, 4-6, 6-7           | details       |
| 3.                   | 22 februari 2010 | ATP Delray Beach   | Hardcourt     | Ernests Gulbis         | 2-6, 3-6                | details       |
| 4.                   | 16 februari 2014 | ATP Memphis        | Hardcourt (i) | Kei Nishikori          | 4-6, 6-7(0)             | details       |
| 5.                   | 24 mei 2014      | ATP Düsseldorf     | Gravel        | Philipp Kohlschreiber  | 2-6, 6-7(4)             | details       |
| 6.                   | 30 juli 2014     | ATP Newport        | Gras          | Lleyton Hewitt         | 3-6, 7-6(4), 6-7(3)     | details       |
| 7.                   | 20 juli 2014     | ATP Bogota         | Hardcourt     | Bernard Tomic          | 6-7(5), 6-3, 6-7(4)     | details       |
| 8.                   | 19 juli 2015     | ATP Newport        | Gras          | Rajeev Ram             | 6-7(5), 7-5, 6-7(2)     | details       |
| 9.                   | 24 juli 2016     | ATP Washington     | Hardcourt     | Gaël Monfils           | 7-5, 6-7(6), 4-6        | details       |
| 10.                  | 18 juni 2017     | ATP Rosmalen       | Gras          | Gilles Müller          | 6-7(5), 6-7(4)          | details       |
| 11.                  | 5 januari 2019   | ATP Pune           | Hardcourt     | Kevin Anderson         | 6-7(4), 7-6(2), 6-7(5)  | details       |
| Gewonnen challengers |                  |                    |               |                        |                         |               |
| 1.                   | 26 november 2001 | Urbana             | Hardcourt     | Robby Ginepri          | 6-4, 7-6                | 6-4, 7-6      |
| 2.                   | 4 augustus 2003  | Binghamton         | Hardcourt     | Nicolas Thomann        | 7-6, 6-7, 7-6           | 7-6, 6-7, 7-6 |
| 3.                   | 11 augustus 2003 | Bronx              | Hardcourt     | Dmitri Toersoenov      | 6-3, 6-3                | 6-3, 6-3      |
| 4.                   | 5 april 2004     | Calabasas          | Hardcourt     | Alex Bogomolov jr.     | 7-6, 6-3                | 7-6, 6-3      |
| 5.                   | 3 oktober 2011   | Sacramento         | Hardcourt     | James Blake            | 6-4, 3-6, 6-4           | 6-4, 3-6, 6-4 |
| 6.                   | 10 oktober 2011  | Tiburon            | Hardcourt     | Sam Querrey            | 6-7, 6-1, 6-4           | 6-7, 6-1, 6-4 |

### Dubbelspel
| Nr.                          | Datum            | Toernooi         | Ondergrond | Partner              | Tegenstanders in finale              | Score          |         |
| ---------------------------- | ---------------- | ---------------- | ---------- | -------------------- | ------------------------------------ | -------------- | ------- |
| Gewonnen finales herendubbel |                  |                  |            |                      |                                      |                |         |
| 1.                           | 20 februari 2006 | ATP Memphis      | Hardcourt  | Chris Haggard        | James Blake Mardy Fish               | 0-6, 7-5, 10-5 | details |
| 2.                           | 14 juni 2015     | ATP Rosmalen     | Gras       | Łukasz Kubot         | Pierre-Hugues Herbert Nicolas Mahut  | 6-2, 7-6(9)    | details |
| Verloren finales herendubbel |                  |                  |            |                      |                                      |                |         |
| 1.                           | 23 juli 2007     | ATP Indianapolis | Hardcourt  | Tejmoeraz Gabasjvili | Juan Martín del Potro Travis Parrott | 6-3, 2-6, 6-10 | details |

## Resultaten grote toernooien
| Legenda | Legenda                          |
| ------- | -------------------------------- |
| g.t.    | geen toernooi gehouden           |
| l.c.    | lagere categorie                 |
| –       | niet deelgenomen                 |
| G       | uitgeschakeld in de groepsfase   |
| 1R      | uitgeschakeld in de eerste ronde |
| 2R      | uitgeschakeld in de tweede ronde |
| 3R      | uitgeschakeld in de derde ronde  |
| 4R      | uitgeschakeld in de vierde ronde |
| KF      | uitgeschakeld in de kwartfinale  |
| HF      | uitgeschakeld in de halve finale |
| F       | de finale verloren               |
| W       | het toernooi gewonnen            |
| w-v     | winst/verlies-balans             |

### Enkelspel
| toernooi             | 2003 | 2004 | 2005 | 2006 | 2007 | 2008 | 2009 | 2010 | 2011 | 2012 | 2013 | 2014 | 2015 | 2016 | 2017 | 2018 | 2019 | 2020 |
| -------------------- | ---- | ---- | ---- | ---- | ---- | ---- | ---- | ---- | ---- | ---- | ---- | ---- | ---- | ---- | ---- | ---- | ---- | ---- |
| grandslamtoernooien  |      |      |      |      |      |      |      |      |      |      |      |      |      |      |      |      |      |      |
| Australian Open      | –    | 2R   | 1R   | 1R   | 1R   | 3R   | 2R   | 4R   | 1R   | 3R   | 1R   | 1R   | 2R   | 1R   | 3R   | 3R   | 2R   | 2R   |
| Roland Garros        | –    | 1R   | 1R   | 2R   | 2R   | 1R   | 1R   | –    | 1R   | 1R   | –    | 3R   | 1R   | 3R   | 2R   | 1R   | 2R   |      |
| Wimbledon            | 3R   | 4R   | 1R   | 1R   | 1R   | 1R   | KF   | –    | 2R   | 2R   | –    | 1R   | 4R   | 2R   | 1R   | 2R   | 2R   | –    |
| US Open              | 3R   | 1R   | 2R   | 1R   | 1R   | 3R   | 1R   | –    | 3R   | 1R   | 2R   | 2R   | 2R   | 4R   | 1R   | –    | 1R   | 1R   |
| ATP Masters 1000     |      |      |      |      |      |      |      |      |      |      |      |      |      |      |      |      |      |      |
| Indian Wells         | –    | 1R   | 2R   | 2R   | –    | 3R   | 3R   | 2R   | KF   | 1R   | 2R   | 2R   | 2R   | –    | 2R   | 1R   | 4R   | –    |
| Miami                | –    | 1R   | 1R   | 1R   | 1R   | 2R   | 2R   | 3R   | 1R   | 2R   | –    | 2R   | 2R   | –    | 3R   | 1R   | 1R   | –    |
| Monte Carlo          | –    | –    | 1R   | 1R   | –    | 2R   | 2R   | –    | –    | –    | –    | 1R   | –    | 1R   | –    | –    | –    | –    |
| Madrid               | l.c. | l.c. | l.c. | l.c. | l.c. | l.c. | 2R   | 2R   | 1R   | 1R   | –    | –    | 1R   | 1R   | –    | –    | –    | –    |
| Rome                 | –    | 3R   | –    | –    | –    | 3R   | 2R   | –    | 1R   | –    | –    | 2R   | –    | 1R   | –    | –    | –    |      |
| Montreal/Toronto     | –    | 1R   | 1R   | –    | 2R   | –    | 1R   | –    | 3R   | –    | –    | 2R   | 3R   | 3R   | –    | –    | –    | –    |
| Cincinnati           | –    | 3R   | –    | –    | 1R   | HF   | 2R   | –    | 2R   | –    | –    | 1R   | 3R   | 1R   | 3R   | –    | 1R   | –    |
| Shanghai             | l.c. | l.c. | l.c. | l.c. | l.c. | l.c. | 1R   | –    | –    | –    | –    | 3R   | 2R   | 1R   | 1R   | –    | –    | –    |
| Parijs               | –    | –    | –    | –    | 2R   | 1R   | 2R   | –    | –    | –    | –    | 1R   | 1R   | 2R   | –    | –    | –    |      |
| olympisch            |      |      |      |      |      |      |      |      |      |      |      |      |      |      |      |      |      |      |
| Olympische Spelen    | g.t. | 3R   | g.t. | g.t. | g.t. | –    | g.t. | g.t. | g.t. | –    | g.t. | g.t. | g.t. | –    | g.t. | g.t. | g.t. |      |
| statistieken         |      |      |      |      |      |      |      |      |      |      |      |      |      |      |      |      |      |      |
| totaal aantal titels | 0    | 0    | 0    | 0    | 3    | 1    | 0    | 0    | 0    | 0    | 1    | 0    | 1    | 2    | 0    | 0    | 0    | 0    |
| eindejaarsranking    | 74   | 59   | 72   | 99   | 22   | 25   | 37   | 73   | 56   | 100  | 78   | 27   | 23   | 20   | 80   | 100  |      |      |

### Dubbelspel
| grandslamtoernooien  |      |      |      |      |      |      |      |      |     |      |      |      |    |      |      |      |   |
| Australian Open      | 3R   | 1R   | KF   | 1R   | 1R   | 2R   | HF   | 1R   | 1R  | –    | 1R   | 1R   | –  | –    | –    | –    | – |
| Roland Garros        | 2R   | 1R   | 1R   | –    | –    | 1R   | –    | 2R   | –   | –    | –    | –    | 1R | –    | –    | –    |   |
| Wimbledon            | 1R   | 3R   | –    | –    | –    | –    | –    | 2R   | 2R  | –    | –    | –    | –  | –    | –    | –    | – |
| US Open              | 2R   | –    | 1R   | 2R   | 1R   | –    | –    | 2R   | 1R  | –    | 1R   | –    | –  | –    | –    | –    | – |
| ATP Masters 1000     |      |      |      |      |      |      |      |      |     |      |      |      |    |      |      |      |   |
| Indian Wells         | –    | –    | –    | –    | –    | 1R   | KF   | 2R   | –   | –    | –    | –    | –  | –    | –    | –    | – |
| Miami                | –    | 1R   | –    | –    | –    | 2R   | 1R   | 1R   | 1R  | –    | –    | –    | –  | –    | –    | –    | – |
| Monte Carlo          | –    | –    | –    | –    | –    | –    | –    | –    | –   | –    | –    | –    | –  | –    | –    | –    | – |
| Madrid               | l.c. | l.c. | l.c. | l.c. | l.c. | –    | 1R   | –    | –   | –    | –    | –    | –  | –    | –    | –    | – |
| Rome                 | –    | –    | –    | –    | 1R   | 2R   | –    | –    | –   | –    | –    | –    | –  | –    | –    | –    |   |
| Montreal/Toronto     | –    | –    | –    | –    | –    | –    | –    | –    | –   | –    | –    | –    | –  | –    | –    | –    | – |
| Cincinnati           | –    | –    | –    | –    | 2R   | –    | –    | –    | –   | –    | –    | –    | –  | –    | –    | –    | – |
| Shanghai             | l.c. | l.c. | l.c. | l.c. | l.c. | –    | –    | –    | –   | –    | –    | –    | –  | –    | –    | –    | – |
| Parijs               | –    | –    | –    | –    | –    | –    | –    | –    | –   | –    | –    | –    | –  | –    | –    | –    |   |
| olympisch            |      |      |      |      |      |      |      |      |     |      |      |      |    |      |      |      |   |
| Olympische Spelen    | –    | g.t. | g.t. | g.t. | –    | g.t. | g.t. | g.t. | –   | g.t. | g.t. | g.t. | –  | g.t. | g.t. | g.t. |   |
| statistieken         |      |      |      |      |      |      |      |      |     |      |      |      |    |      |      |      |   |
| totaal aantal titels | 0    | 0    | 1    | 0    | 0    | 0    | 0    | 0    | 0   | 0    | 0    | 1    | 0  | 0    | 0    | 0    | 0 |
| eindejaarsranking    | 86   | 111  | 55   | 154  | 376  | 178  | 82   | 163  | 140 | —    | 812  | 277  | —  | —    | 270  |      |   |